# Залізниця тихоокеанського союзу

Карта мережі залізниць

Залізниця тихоокеанського союзу (англ. Union Pacific Railroad, UP, біржовий тікер NYSE: UNP) — американська компанія, що володіє найбільшою мережею залізниць у США, яку обслуговують 45400 співробітників. Була заснована в 1862 році. Штаб-квартира компанії знаходиться в місті Омаха, штат Небраска. Президент, виконавчий директор (CEO) та голова правління — Джеймс Янг.
Основним конкурентом Залізниці тихоокеанського союзу є BNSF Railway, друга за величиною вантажна залізниця країни, яка обслуговує континентальну частину США на захід від річки Міссісіпі. Разом ці дві компанії мають дуополію на всі трансконтинентальні вантажні залізничні лінії в США.
Станом на 1 жовтня 2014 року загальний обсяг державних акцій Залізниці тихоокеанського союзу становив трохи більше 97 млрд доларів.